# Moor Park (Hertfordshire)
Moor Park è un paese di 2 046 abitanti della contea dell'Hertfordshire, in Inghilterra.